# Gisela Padovan
Gisela Maria Figueiredo Padovan ORB (São Paulo, 4 de agosto de 1960) é uma diplomata brasileira. Foi diretora do Instituto Rio Branco, a escola de formação dos diplomatas brasileiros (2018-2019). Atualmente, é cônsul-geral do Brasil em Madri. 

## Carreira Diplomática
Ingressou na Turma de 1991 do Instituto Rio Branco. Após concluída sua formação, tomou posse no cargo de terceira secretária em 1992. Em 2005, foi condecorada pelo presidente Luiz Inácio Lula da Silva com a Ordem de Rio Branco no grau de Oficial ordinária.
Defendeu, em 2008, tese no Curso de Altos Estudos do Instituto Rio Branco, intitulada “Diplomacia e uso da força: os painéis do Iraque”, tendo, com isso, cumprido um dos requisitos necessários para a ascensão funcional na carreira diplomática. Em 2017, foi promovida a ministra de Primeira Classe, o mais elevado grau da carreira diplomática brasileira.
Quando no Brasil, exerceu os cargos de diretora-geral do Instituto Rio Branco (2018-2019), chefe da Assessoria Especial de Assuntos Federativos e Parlamentares do Itamaraty (AFEPA, 2017-2018), assessora do Gabinete do Ministro de Estado das Relações Exteriores (2003-2007) e assessora do Diretor do Departamento de Organismos Internacionais (1994-1997).
No exterior, serviu na Missão Permanente do Brasil junto às Nações Unidas (1997-2000) e nas Embaixadas em Buenos Aires (2000-2003), Washington (2007-2013). No período de 2013 a 2016, foi ministra-conselheira da Embaixada do Brasil em Buenos Aires. Atualmente, é cônsul-geral do Brasil em Madri.